# Escolopàcids
En la família dels escolopàcids hi ha inclosos els limícoles de mida petita (15 cm) i també els més grans (65 cm).
Quasi tots ells nidifiquen a l'hemisferi nord, però les seues emigracions (que poden ésser de gran envergadura) els porten regularment al sud del planeta.
Els representants d'aquesta família presenten una gran varietat de formes, però tenen tots una silueta típica amb bec llarg i punxegut i potes també llargues.

## Taxonomia
Aquesta família és avui classificada en 16 gèneres, amb 96 espècies, cinc d'elles extintes.
- Subfamília dels Numenins (Numeniidae), amb dos gèneres i 9 espècies.
  - Gènere Bartramia, amb una espècie, territ cuallarg (Bartramia longicauda).
  - Gènere Numenius, amb 8 espècies.
- Subfamília dels limosins (Limosinae), amb un gènere i 4 espècies.
  - Gènere Limosa, amb 4 espècies.
- Subfamília dels calidrins (Calidrinae), amb tres gèneres i 30 espècies, tres extintes.
  - Tribu Arenariini, amb un gènere i dues espècies.
    - Gènere Arenaria, amb dues espècies.

  - Tribu Calidrini, amb dos gèneres i 28 espècies, tres extintes.
    - Gènere Calidris, amb 24 espècies.
    - Gènere Prosobonia, amb 4 espècies, tres d'elles extintes.
- Subfamília dels escolopacins (Scolopacinae), amb 5 gèneres i 34 espècies, dues extintes.
  - Tribu Limnodrimini, amb un gènere i tres espècies.
    - Gènere Limnodromus, amb tres espècies.

  - Tribu Scolopacini amb 4 gèneres i 31 espècies, dues extintes.
    - Gènere Scolopax, amb 8 espècies.
    - Gènere Coenocorypha, amb 5 espècies, dues extintes
    - Gènere Gallinago, amb 17 espècies.
    - Gènere Lymnocryptes, amb una espècie, becadell sord (Lymnocryptes minimus).
- Subfamília dels tringins (Tringinae), amb 5 gèneres i 19 espècies.
  - Tribu Phalaropodini, amb dos gèneres i tres espècies.
    - Gènere Steganopus, amb una espècie, escuraflascons de Wilson (Steganopus tricolor).
    - Gènere Phalaropus, amb dues espècies.

  - Tribu Tringini, amb tres gèneres i 16 espècies.
    - Gènere Xenus, amb una espècie, siseta cendrosa (Xenus cinereus).
    - Gènere Actitis, amb dues espècies.
    - Gènere Tringa, amb 13 espècies.